# Palmorchis pabstii
Palmorchis pabstii là một loài thực vật có hoa trong họ Lan. Loài này được Veyret mô tả khoa học đầu tiên năm 1978.